# صیاد ۴
صیاد-۴ یک موشک زمین به هوای برد و ارتفاع بلند است. این موشک برخلاف موشک‌های صیاد-۲ و صیاد-۳ ارتباطی با سامانه پدافندی تلاش نداشته و مخصوصاً برای پرتاب از سامانه پدافندی باور ۳۷۳ ساخته شده‌است. تاکنون اطلاعات زیادی از این موشک منتشر نشده‌است. این موشک نسبت به دیگر موشک‌های صیاد جثه بزرگتری داشته از این رو مکانیسم پرتاب این موشک به صورت عمود پرتاب است. پرتاب این موشک به صورت پرتاب گرم است.

## لانچر پرتاب
با توجه به سایز این موشک، احتمالاً پرتاب آن از طریق شلیک از سیلوهای عمودی است.